# Is This the Life We Really Want?
Is This the Life We Really Want? ist das vierte Studioalbum des britischen Musikers Roger Waters. Es wurde von Nigel Godrich produziert und erschien am 2. Juni 2017 bei Columbia Records.

## Entstehung
Waters und Radiohead-Produzent Nigel Godrich hatten sich ca. 2013 beim Abmischen von Waters’ Film Roger Waters The Wall kennengelernt. Obwohl Waters nicht mit Godrichs Radiohead-Arbeit vertraut war, verstanden sich die beiden gut und legten die Grundsteine für eine zukünftige Zusammenarbeit.
Ab 2015 arbeitete Godrich dann mit Waters an dessen viertem Studioalbum. Das originale Konzept, eine Art Hörspiel über einen alten babysittenden Iren, der mit seinen Enkeln herausfinden möchte, warum „alle Kinder getötet werden“, wurde von Godrich verworfen. Stattdessen wurden einige Ideen, Themen und Songs daraus ausgewählt und weiterentwickelt, welche schließlich Teile des vollendeten Albums bildeten.

## Titelliste
Alle Lieder wurden von Roger Waters geschrieben, mit Ausnahme von Wait for Her (Waters/Darwisch), welches von einem Gedicht des palästinensischen Poeten Mahmud Darwisch inspiriert wurde.
| Nr.          | Titel                            | Länge |
| ------------ | -------------------------------- | ----- |
| 1.           | When We Were Young               | 1:39  |
| 2.           | Déjà-vu                          | 4:27  |
| 3.           | The Last Refugee                 | 4:12  |
| 4.           | Picture That                     | 6:47  |
| 5.           | Broken Bones                     | 4:57  |
| 6.           | Is This the Life We Really Want? | 5:55  |
| 7.           | Bird in a Gale                   | 5:31  |
| 8.           | The Most Beautiful Girl          | 6:09  |
| 9.           | Smell the Roses                  | 5:15  |
| 10.          | Wait for Her                     | 4:56  |
| 11.          | Oceans Apart                     | 1:07  |
| 12.          | Part of Me Died                  | 3:14  |
| Gesamtlänge: | Gesamtlänge:                     | 54:06 |

## Rezeption
Das Album bekam generell positive Kritiken und wurde unter anderem als „eines der besten Soloalben eines Pink-Floyd-Mitglieds“ oder als eine „atemberaubende Leistung“ bezeichnet. Von einigen Kritikern wurde allerdings das Fehlen eines echten Leadgitarristen, eine Rolle, die David Gilmour in Pink Floyd beziehungsweise Eric Clapton und Jeff Beck auf Waters’ Vorgängeralben einnahmen, bemängelt. Auch Waters’ Tendenz, Stilmittel aus seiner Pink-Floyd-Zeit wiederzuverwenden, wurde vermehrt kritisiert.

## Chartplatzierungen
| ChartsChartplatzierungen       | Höchstplatzierung | Wochen |
| ------------------------------ | ----------------- | ------ |
| Deutschland (GfK)              | 3 (12 Wo.)        | 12     |
| Österreich (Ö3)                | 3 (9 Wo.)         | 9      |
| Schweiz (IFPI)                 | 1 (18 Wo.)        | 18     |
| Vereinigtes Königreich (OCC)   | 3 (6 Wo.)         | 6      |
| Vereinigte Staaten (Billboard) | 11 (3 Wo.)        | 3      |